# Velkopavlovická vinařská podoblast

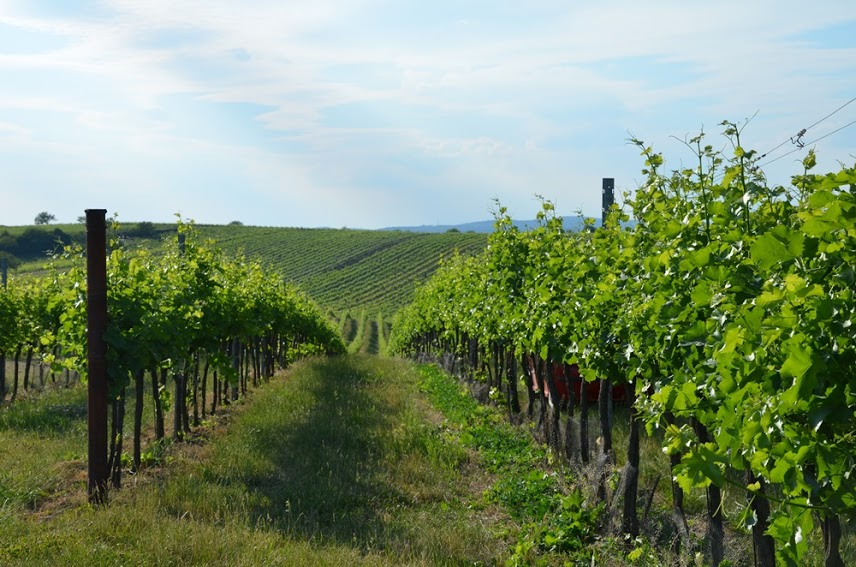
Vinice ve Velkých Bílovicích

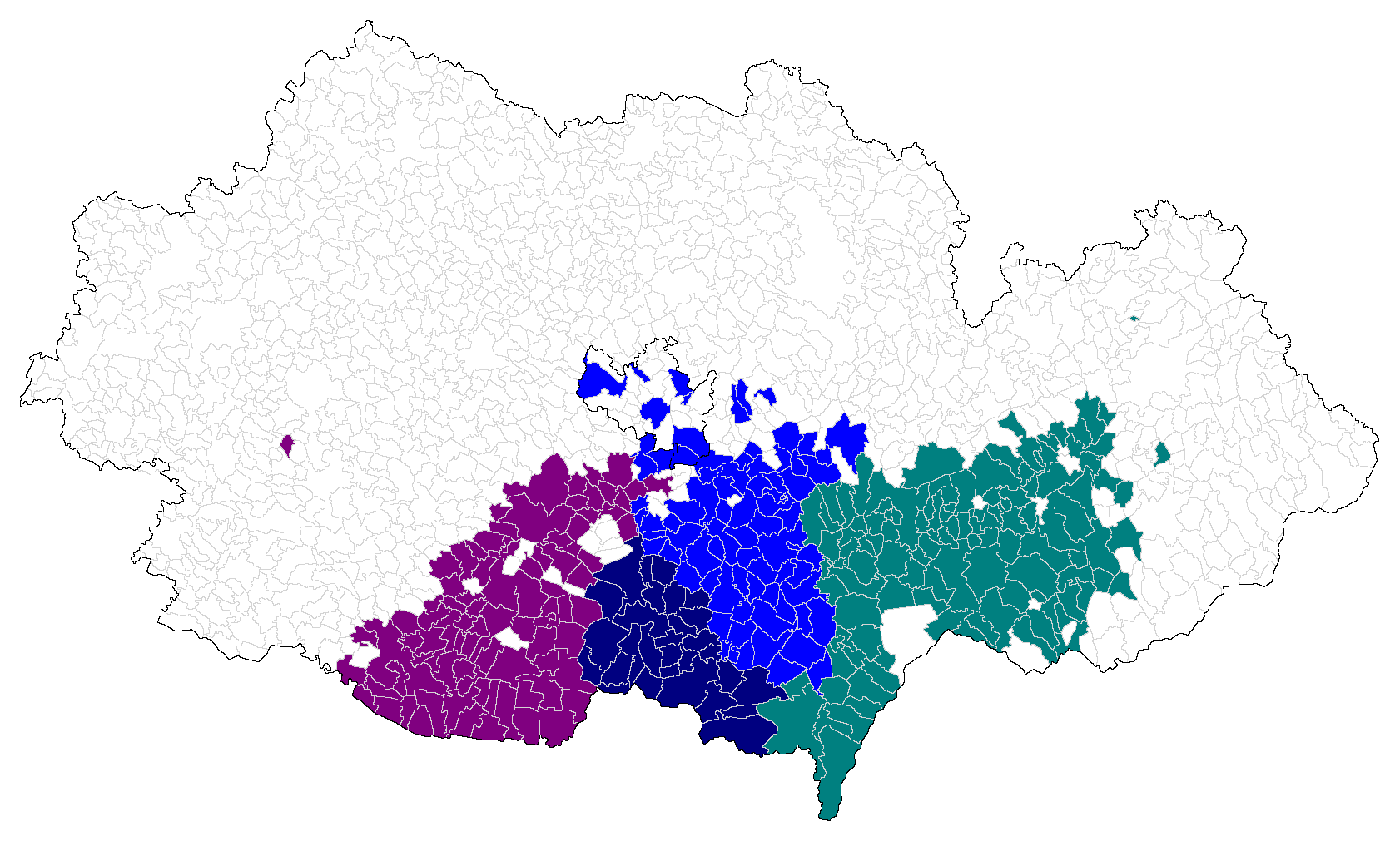
Velkopavlovická podoblast (světle modře) na mapě moravské vinařské oblasti

Velkopavlovická vinařská podoblast leží ve vinařské oblasti Morava. Je tvořená částmi okresů Břeclav, Brno-venkov, Vyškov, okresem Brno-město a obcí Čejkovice v okrese Hodonín. V roce 2024 zahrnovala vinařská podoblast 70 vinařských obcí, 5269 pěstitelů a 321 viničních tratí, vlastní plocha vinic činila 4686 ha. Tato podoblast vznikla v květnu 2004 v souvislosti s novým uspořádáním vinařských oblastí, které přinesl vinařský zákon č. 321/2004 Sb. a jeho prováděcí vyhláška č. 324/2004 Sb., ve znění pozdějších předpisů.
Největší vinařskou obcí v této podoblasti, i v celé ČR, jsou Velké Bílovice. Mezi další význačné vinařské obce patří Rakvice, Zaječí, Přítluky, Velké Pavlovice (po kterých je podoblast pojmenována), Bořetice, Vrbice a Hustopeče. V této vinařské podoblasti se nachází turisticky navštěvované Modré Hory – svazek vinařských obcí na Břeclavsku, a Mikroregion Hustopečsko.
Z pěstovaných odrůd lze jmenovat především André, Frankovku, Modrý Portugal, Svatovavřinecké, Rulandské modré, Veltlínské zelené, Tramín červený, Ryzlink rýnský a Rulandské bílé.

## Seznam vinařských obcí a viničních tratí
Seznam vinařských obcí a viničních tratí podle vyhlášky č. 80/2018 Sb.:
| Vinařská obec           | Okres       | Viniční tratě |
| ----------------------- | ----------- | --- |
| Blučina                 | Brno-venkov | Vyšavy, Staré hory, Štumberk, Kyperky, Cézavy |
| Boleradice              | Břeclav     | Dukejský, Nové hory, Psinky, Hora Šejby, Víckov, Hrady                                                                                                  |
| Borkovany               | Břeclav     | Otnické žleby, Čertovy žleby, Hora Veselá, Hora Friedberg, Obecňáčky, Ztracená pole, Pole od Šitbořic, Rozehnálky                                       |
| Bořetice                | Břeclav     | Terasy, Kraví hora, Tálky za kostelem, Čtvrtě, Trkmanska                                                                                                |
| Bošovice                | Vyškov      | Žleby, Stará hora, Rozehnálky |
| Brno                    | Brno-město  | Díly, Kamenice, Pod Mniší horou, Krajina, Kopec, Kociánky, Vinohrady, Na dlouhých, V pustých, Špilberk, Nad loučí, U doubku, U Fuksové boudy, V hlavách |
| Brumovice               | Břeclav     | Světlý, Barany, Podílky, Novosády, Harnůty, Klínky |
| Bučovice                | Vyškov      | Přední vinohrady, Stará hora, Baračka, Hakrle, Široké vinohrady                                                                                         |
| Čejkovice               | Hodonín     | Stará hora, Šatrapky, Odměry, Novosády, Díl u včelína, Niva hrbatá, Helezný díl, Noviny, Kontrbovce, Kostelnické                                        |
| Diváky                  | Břeclav     | Stará hora, Novosady, Borovinky, Padělky |
| Heršpice                | Vyškov      | Dvorce-Dolní stávání, Rozgrunt, Rošty, Nad zahrady |
| Hodějice                | Vyškov      | Zadní vrchy |
| Horní Bojanovice        | Břeclav     | Staré hory, Novosády, Pod novosády, Ceisle, Závist, Puclejty-Kopec, Framperky, Čaušperky, Za dvorem, Nové hory                                          |
| Hostěrádky-Rešov        | Vyškov      | Stará hora, Netroufalky, Klínky |
| Hrušovany u Brna        | Brno-venkov | Červené vrchy, Terasy, Podsedky |
| Hustopeče               | Břeclav     | Na výsluní, Čtvrtě, Růženy, U mlýnku, Stará hora, Starý vrch, Stráně, Lísky                                                                             |
| Kašnice                 | Břeclav     | Újezd-Pod dědinou, Čertovec |
| Klobouky u Brna         | Břeclav     | Padělky nad mlýnem, Díly, U větřáku, Zumperky, Fugle, Pod plunary, Stará hora, Pod šibenicí, Ostrá, Kamence, Pod humny, Kozí hora, Doubka               |
| Kobeřice                | Vyškov      | Nad vinohrady, Němčany |
| Kobylí                  | Břeclav     | Lumperky, Zámlynský, Lácary, Sovinky, Dvořanky, Holý kopec, U skalky, Nivky, Padělky, Rokytí, K lůkám, Žleby, Zahrady                                   |
| Krumvíř                 | Břeclav     | Noviny, Sklenářova hora, Díly, Nivy, Barany |
| Křepice                 | Břeclav     | Rozdíly, Staré hory, Achtele, Novosady, Palegrosy, Kopce, Pod školou                                                                                    |
| Kurdějov                | Břeclav     | Lipiny, Stará hora, Díly, Široké, Černá hora, Zrcátka, Sumperky                                                                                         |
| Ledce                   | Brno-venkov | Za školou-Humna, Šimlochy |
| Lovčičky                | Vyškov      | Vinohrádky, Baba-Vinohrady |
| Měnín                   | Brno-venkov | Vinohrádky, Kouty |
| Milešovice              | Vyškov      | Netroufalky, Dolní úlehly, Homola-Čulava |
| Modřice                 | Brno-venkov | Hájek, Mučednická, Sady |
| Moravany                | Brno-venkov | Vinohrady, Novosady |
| Moravský Žižkov         | Břeclav     | Sahary, Slovenské, Stará hora |
| Morkůvky                | Břeclav     | Harasky |
| Moutnice                | Brno-venkov | Skalky, Buchtova skala, Nad rybníkem, Prašnice, Vinohrádky                                                                                              |
| Němčičky (okr. Břeclav) | Břeclav     | Dlouhé kněžské, Hrušový, Kolberk, Zbavce, Růžený, Odměry, Staré hory, Novosády, Filiberky, Bočky, Soudná, Veselý                                        |
| Nikolčice               | Břeclav     | Půtně, Podlétně, Neuperk, Zece |
| Nížkovice               | Vyškov      | Vinohrady, U větrníku, Zelnice |
| Nosislav                | Brno-venkov | Šimberky, Přední hory, Kacířky, Kozí hory, Kyndlířky, Staré hory, Flaneky, Randla                                                                       |
| Otnice                  | Vyškov      | Odměrky, Stará hora |
| Podivín                 | Břeclav     | Kopce, Široké |
| Přísnotice              | Brno-venkov | Za mostem |
| Přítluky                | Břeclav     | Vinohrádky, U majáku, Přítlucká hora, U studánky, U křížku                                                                                              |
| Rakvice                 | Břeclav     | Kozí horky, Krefty, Trkmansko |
| Rašovice                | Vyškov      | Vinohrady |
| Sivice                  | Brno-venkov | Štarcary, Staré hory |
| Slavkov u Brna          | Vyškov      | Vinohrady, Písky |
| Sobotovice              | Brno-venkov | Stará hora, Na hřebíku, Zahrádka u Bratčic, Za humny, Za vinohrady                                                                                      |
| Sokolnice               | Brno-venkov | Vinohradská trať, Padělky, Pranty |
| Starovice               | Břeclav     | Středohoří, Podhoří, Výsluní, Myšky, U sv. Gottharda, Zádvorník                                                                                         |
| Starovičky              | Břeclav     | Štarvicary, Okolesy, Nové hory, Zace, Nivy |
| Šakvice                 | Břeclav     | Rozlinky, Písečný |
| Šaratice                | Vyškov      | Nálohy, Vinohrady |
| Šitbořice               | Břeclav     | Mladý, Stará hora, Torhety, Svatojánek |
| Telnice                 | Brno-venkov | Šternovsko |
| Těšany                  | Brno-venkov | Vinohrádky-Terasy, Vinohrádky-Famílie, Vinohrádky-Kaple                                                                                                 |
| Tvarožná                | Brno-venkov | Vinohrady |
| Uherčice                | Břeclav     | Stará hora, Bílá hora, Kolby |
| Újezd u Brna            | Brno-venkov | Malá trať, Kříbky, Stará hora |
| Unkovice                | Brno-venkov | Přední trať Unkovská, Díly |
| Vážany nad Litavou      | Vyškov      | Vinohrady |
| Velké Bílovice          | Břeclav     | Nová hora, Zadní hora, Přední hora, Dlouhá hora, Široká hora, Pod Belegrady, Vinohrádky, Obory, Obecní                                                  |
| Velké Hostěrádky        | Břeclav     | Stará hora, Nad Žabinkami, Na Dlouhých, Rozehnálky |
| Velké Němčice           | Břeclav     | Punty, Židy, Růžová hora, Pod vinohrady, Kraví hora, Nedámy, Příděly, Hony pod Punty                                                                    |
| Velké Pavlovice         | Břeclav     | Nadzahrady, Lizniperky, Išperky, Bojanovska, Staré hory, Nové hory, Trkmanska, Humna                                                                    |
| Viničné Šumice          | Brno-venkov | Vrchní hora, Dolní hora, Žleby |
| Vrbice                  | Břeclav     | Záhumenice, Krátký, Skale, Ochoze, Stráně, Úlehle, Nová hora, Zadní hora                                                                                |
| Zaječí                  | Břeclav     | U kapličky, Růžový vrch, Nová hora, Pod Novou horou, Zelnice, Stará hora, Plochovy, Kalvárie, Vinice Skadar, Novomlýnský svah                           |
| Zbýšov                  | Vyškov      | Dlouhé vinohrady, Krátké vinohrady |
| Žabčice                 | Brno-venkov | Staré vinohrady, Horní díly, Koválov, Čtvrtky, Zahrádky                                                                                                 |
| Žatčany                 | Brno-venkov | Velká niva, Vinohrádky |
| Želešice                | Brno-venkov | Hojnary, Kopečky, Myšák |
| Židlochovice            | Brno-venkov | Prostřední sady, Hačky, Výhon, Vinohrádky, Výšavy, Pastviska                                                                                            |